# Crinia georgiana
Crinia georgiana е вид земноводно от семейство Myobatrachidae.

## Разпространение
Видът е разпространен в Австралия.